# Chiguayante
Chiguayante – miasto i gmina w Chile, w regionie Biobío, w prowincji Concepción. Należy do obszaru metropolitalnego Gran Concepción. Powierzchnię gminy liczącą 71,5 km² w 2017 roku zamieszkiwało 85 938 osób, z czego 85 863 osoby przypadały na samo miasto.
Gminę Chiguayante utworzono 28 czerwca 1996 roku.